# Leptasterias orientalis
Leptasterias orientalis är en sjöstjärneart som beskrevs av Alexander Michailovitsch Djakonov 1929. Leptasterias orientalis ingår i släktet Leptasterias och familjen trollsjöstjärnor.

## Underarter
Arten delas in i följande underarter:
- L. o. japonica
- L. o. orientalis